# شورتهورن
الشورتهورن سلالة من الأبقار نشأت في شمال شرق إنجلترا في أواخر القرن الثامن عشر. تُستخدم هذه السلالة لأغراض مزدوجة، حيث يتم تربيتها لإنتاج كل من اللحوم والحليب، وهناك أنواع متخصصة لكل من الاستخدامين.

## تاريخ
تعود أصول أبقار الشورتهورن إلى مقاطعات دورهام، يوركشاير، ونورثمبرلاند في إنجلترا، حيث بدأ المربون في تحسينها خلال أواخر القرن الثامن عشر عن طريق الانتقاء والتربية الانتقائية. كانت تُعرف في البداية باسم "Durham cattle" أو "Teeswater cattle"، وذلك قبل أن يُعتمد اسم Shorthorn بشكل رسمي.
مع توسع السلالة، انتشرت في العديد من الدول، بما في ذلك الولايات المتحدة، أستراليا، وكندا، حيث استخدمت في تطوير سلالات محلية أخرى.

## الوصف

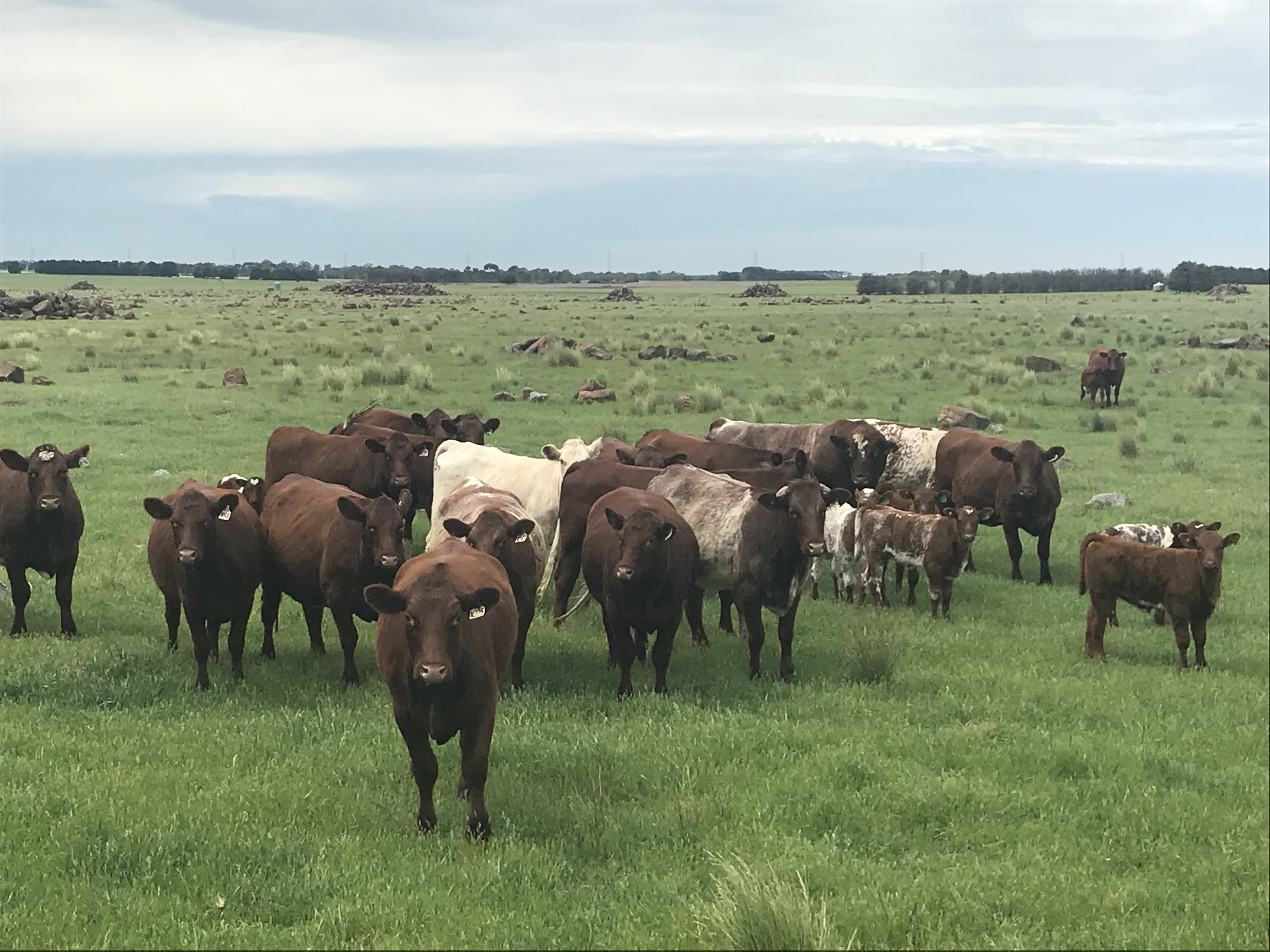
ثيران وابقار وعجول شورثورن

### الانتشار والتأثير
لعبت الشورتهورن دورًا مهمًا في تطوير العديد من السلالات الأخرى، حيث تم تهجينها مع سلالات محلية في أمريكا الشمالية وأستراليا ونيوزيلندا. كما ساهمت في تحسين جودة الأبقار المنتجة للحليب واللحوم على حد سواء.